# Възнесение Господне (Пловдив)
„Възнесение Господне“ е източнокатолическа църква в град Пловдив, България, енорийски храм на Софийската епархия.

## История на енорията
Енорията „Възнесение Господне“ в Пловдив е създадена с помощта на успенците. Тя започва да се оформя още през 1883 г. по пътя на миграцията на униатите от Одринско в града. Енорията се учредява през 1887 г. с построяването на униатски параклис. Той е посветен на „Възнесение Господне“ и е осветен в деня на своя храмов празник 2 юни 1888 г. от епископ Михаил Петков в съслужие с униатския клир от България и Одринския вилает.
Първият свещеник в Пловдивската униатска енория е Жак Шилие, популярен още като Яков, изпълнява тази длъжност до 1892 г. Замества го Иван Никита, който служи до 1902 г. Той е грък по народност и син на архимандрит Стефан Никита. Иван Никита завършва образованието си в колежа на успенците в Ним, след което е ръкоположен от гръко-униатския епископ Вениамин в Цариград за дякон, а после и за свещеник. Също като баща си той владее добре български език и църковно-славянския обред, на които служи и проповядва.
През 1902 – 1903 г. църковните регистри за кръщения, венчавки, погребения и приемане на нови католици в енорията подписва Павел Христов. Той също не е българин, а французин и член на обществото на отците успенци с истинско име Кристоф Порталие. От дългогодишната си дейност по българските земи научава перфектно български език и до такава степен свободно си служи с него писмено и говоримо, че останалите униатски свещеници и енориашите го възприемат като свой сънародник. След него до 1913 г. енорийски свещеник на пловдивските униати е архимандрит Норбер Матио, французин-успенец, който също предпочита да се именува с българското име Матей Иванов.
Освен това в периода от основаването на енорията до Балканската война понякога там служат и извършват църковни треби и други униатски духовници, временно пребиваващи в града – епископ Михаил Петков и свещениците Лука Вроновски, Михаил Миров, Гаврил Сарафов.
Енорията се е грижила и приютявала бежанците от Тракия и Македония. В църквата са служели още отците Иероним Андреев, Тимотей Янев, Атанас Бабаев, Димитър Янев, Иван Вичев, Христофор Кондов, Герман Рехдон, Йосафат Козаров, Камен Вичев, Методий Стратиев, Самуил Джундрин, Павел Джиджов, Горазд Куртев, Евтимий Манолов и Велик Вичев.

## История на храма
Строителството на първия параклис започва през 1884 г. но поради недостиг на средства е завършен през 1887. Бил е дълъг 16 м., широк 7 м и висок 8 м. Намирал се е на 200 – 300 м от брега на Марица, на терена на бившия турски чифлик, където е настанено средното училище „Свети Августин“.
Поради разширяване на ул. „Любен Каравелов“ през 1926 г. параклисът е трябвало да бъде съборен. Голямо помещение от сграда на семинарията, намираща се до новата сграда на колежа „Свети Августин“, е било оборудвано и осветено на 10 септември 1927 г. за молитвен дом на католиците от източния обред в Пловдив.
Едновременно с това в края на 1927 г. започва строителство на енорийска църква в непосредствена близост до колежа. Тя е била проектирана да бъде 25 м дълга, 14 м. широка и 12 м. висока с 20 метрова камбанария. Строителството е започнато, но през пролетта незавършеният стоеж е сринат до основи от Чирпанското земетресение.
Днешната църква е построена между новата сграда на колежа и сграда на семинарията. Заслуга за строителството и осигуряване на средства има апостолическият делегат в България Анджело Ронкали.
Енорийската църква е осветена през 1931 г. от екзарх Кирил Куртев. Архитектурата ѝ е трикорабна базилика с ясно подчертани белези на източноправославното църковно строителство. Под църквата има голяма крипта, където редом с портретите на папа Йоан XXIII и на Петър Парчевич се пази и портрета на архитект Камен Петков, проектирал много от новите католически храмове в Пловдивско след земетресението през 1928 г.
Вътрешната украса е донесена от Одрин. Централната част на иконостаса е бил в параклиса на семинарията на отците-успенци в Одрин. Проектът за витражите е на български художник Недялко Бояджиев, а изпълнението на цветните стъкла и оловни рамки е направено във Франция. 
Храмов празник – 39 дни след Великден. Храмът се стопанисва от отците успенци.
Празник на енорията е и 13-ти ноември, когато се възпоменават българските мъченици - разстреляните през 1952 година от комунистическата власт католически свещеници. Пред входа на храма има паметна плоча на тримата убити отци успенци - Камен Вичев, Павел Джиджов и Йосафат Шишков. Ако 13-ти ноември се пада делничен ден, денят се отбелязва в близката неделя с литургия, оглавена от епископа на Софийска епархия.
На 10-ти ноември 2024 година храмът е обявен за светилище на католическата църква, посветено на блажените Камен, Павел и Йосафат. По време на службата, възглавена от Негово Преосвещенство епископ Петко Вълов, освен провъзгласяването на храма за светилище, неговият дългогодишен енорийски свещеник, монахът успенец Даниел Жилие, е въздигнат в сан архимандрит.

## Богослужение
От понеделник до събота богослужението започва в 17:30 със Света броеница, а от 18:00 е Светата литургия. В неделя и на големите празници литургията започва в 10:30 часа.